# تياغو موتا
تياغو موتا سانتون أوليفاريس (Thiago Motta Santon Olivares) (ولد في 28 أغسطس 1982) مُدرب كرة قدم إيطالي ولاعب كرة قدم سابق، ولد في ساو بيرناردو أحد ضواحي ساو باولو البرازيلية، وحاصل على الجنسية الإيطالية بعدما كشف اوراق تثبت بأنهُ إيطالي الأصل. يلعب ابتداءً من موسم 2007/08 مع نادي أتلتيكو مدريد قادماً من صفوف نادي برشلونة الإسباني في إعارة لموسم واحد.
لعب تياغو في فريق نادي برشلونة للناشئين بين عامي 1999 و2001 م. وكانت أول مشاركة له مع فريق النادي الأول في 3 أكتوبر من عام 2001 م في مباراته ضد نادي مايوركا. ورغم تمتعه ببنية جسدية قوية فإن تياغو كان عرضة للعديد من الإصابات التي منعته من المشاركة في عدد من مباريات الفريق.
شارك تياغو موتا مع منتخب البرازيل لكرة القدم لأول مرة في عام 2003 م ضمن كأس الكونكاكاف,لكنه مثل في الأخير منتخب إيطاليا لكرة القدم.

## روابط خارجية
- تياغو موتا على موقع الاتحاد الدولي (مؤرشف)  (الإنجليزية)
- تياغو موتا على موقع الاتحاد الأوربي (الإنجليزية)
- تياغو موتا على موقع قاعدة بيانات كرة القدم.إي يو (الإنجليزية)
- تياغو موتا على موقع بيانات كرة القدم. دي إي (الألمانية)
- تياغو موتا على موقع ليكيب (الفرنسية)
- تياغو موتا على موقع ناشيونال فوتبول تيمز (الإنجليزية)
- تياغو موتا على موقع Soccerbase.com (لاعب) (الإنجليزية)
- تياغو موتا على موقع Soccerbase.com (مدرب) (الإنجليزية)
- تياغو موتا على موقع Soccerway.com (الإنجليزية)
- تياغو موتا على موقع عالم كرة القدم.نت (الإنجليزية)